# Гамбургская городская электричка
Гамбургская городская электричка (нем. S-Bahn Hamburg) — городская железная дорога, один из видов общественного транспорта Гамбурга и его агломерации. Вместе с метрополитеном и региональными железными дорогами составляет основу рельсового городского транспорта в Гамбурге и окрестностях. В отличие от аналогичных пригородно-городских транспортных систем S-Bahn в других городах Германии и Австрии, городская электричка Гамбурга играет небольшую роль в пригородном сообщении, так как её линии проходят в основном в городской черте.
Сеть S-Bahn работает в Гамбурге с декабря 1906 года и в настоящий момент насчитывает 68 станций на четырёх основных и двух дополнительных, используемых в часы пик, линиях общей длиной 144 километра. В системе 11 подземных станций и 4 станции, совмещённых со станциями железных дорог Германии. Поезда разных линий при совпадении маршрутов используют одни и те же пути. Используется как постоянный, так и переменный ток.
Городская электричка работает с 04:30 до 01:00, в ночь с пятницы на субботу, с субботы на воскресенье и перед праздниками. В дневное время интервал между поездами составляет 10 минут, а с 23:00 до 6:00 — 20 минут.
В 2007 году средний пассажиропоток составил 590 тыс. чел. в день, всего же за год услугами городской электрички воспользовалось более 190 млн пассажиров.

## История

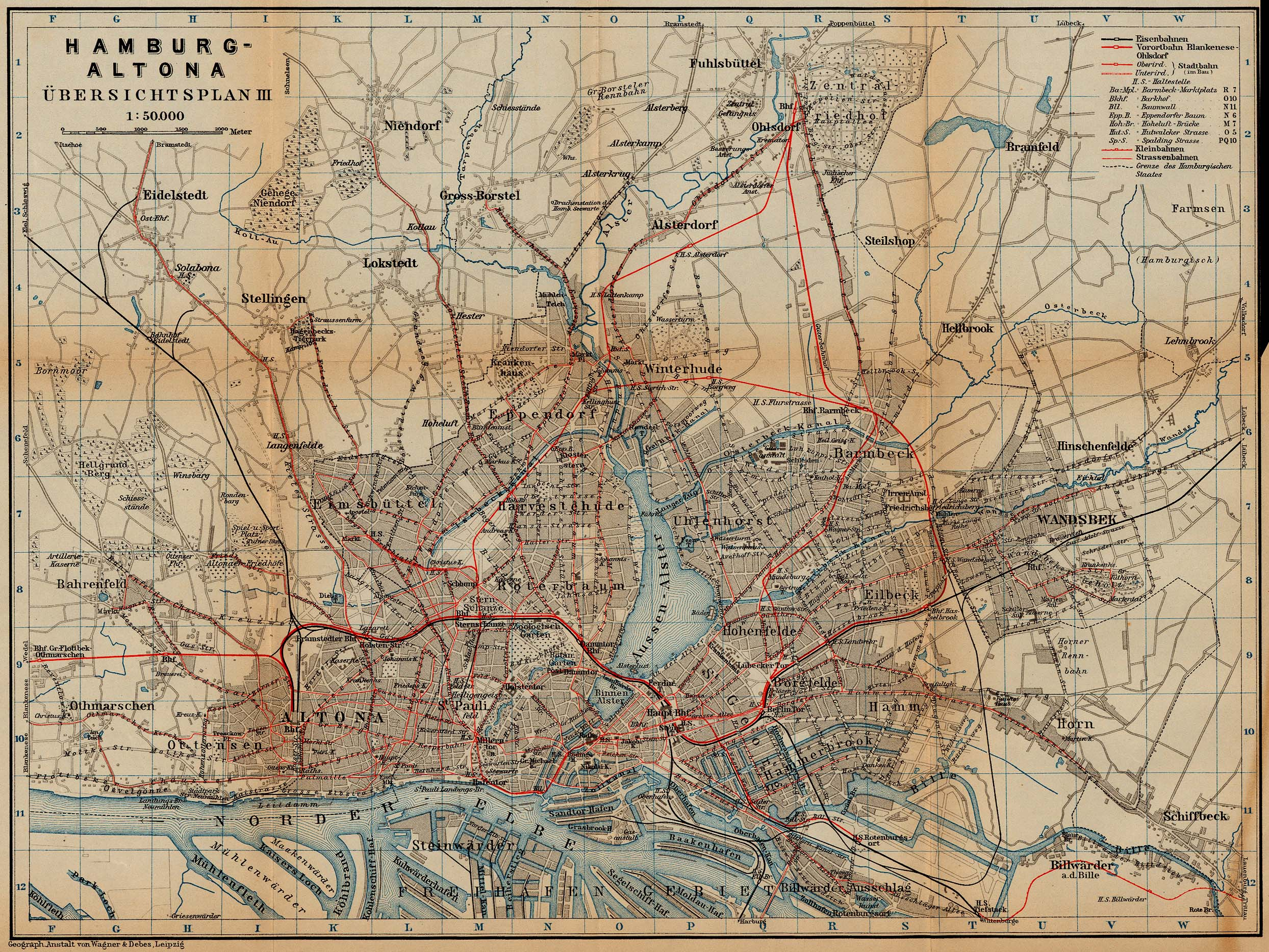
Железная дорога и трамвай Гамбурга. Карта 1910 г.

Железнодорожная линия, связывающая Альтону и Бланкенезе с Гамбургом, была открыта 5 декабря 1906 года и работала на паровой тяге. В 1907 году линия была электрифицирована, первый электропоезд прошёл по ней 1 октября 1907 года, а с 29 января 1908 года линия Бланкенезе — Ольсдорф работает исключительно на электрической тяге.
Эти даты обычно и упоминаются как даты появления гамбургской городской электрички, однако само название S-Bahn система получила в 1934 году по аналогии с системой берлинской городской железной дороги, работающей с 1930 года.
С 2002 года линии, обслуживаемые не электропоездами, перестали считаться линиями S-Bahn и были отнесены к региональным железным дорогам. Этим линиям был присвоен префикс R вместо S, обозначающего линии городской электрички.
11 декабря 2008 года был открыт новый участок линии S1, связавший город с аэропортом.

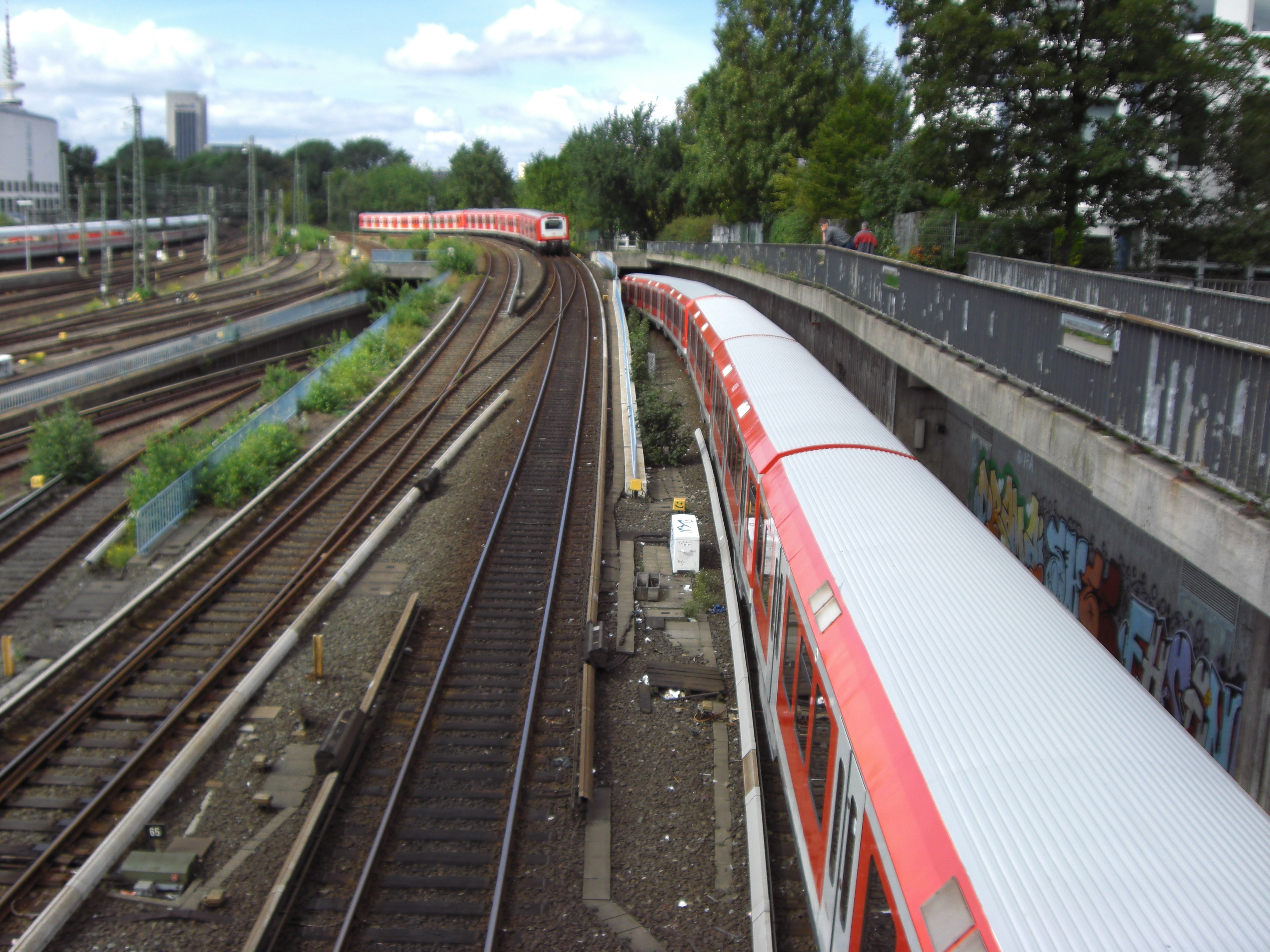
Электропоезда S-Bahn. Слева видна рампа.

## Линии
В системе S-Bahn действует 4 основных и две дополнительных линии S11 и S2, работающих в часы пик. Оплата проезда позонная. Все линии S-Bahn и метро пересекаются на центральном вокзале (нем. Hauptbahnhof).
 Ведель — Аэропорт/Поппенбюттель
 Бланкенезе — Ольсдорф (—Поппенбюттель)
 Альтона — Бергедорф
 Эльбгауштрассе — Аумюле
 Пиннеберг — Штаде
 Альтона — Берлинские ворота/Харбургская Ратуша (—Neugraben)
Центральный вокзал и Альтона (второй вокзал города) — узловые станции S-Bahn. Каждая из шести линий проходит через обе эти станции, кроме S21, которая минует Альтону. Обе эти станции четырёхпутные, при этом станция Центральный вокзал двухуровневая — поезда идущие на север останавливаются под землёй.
Центральный вокзал и Альтону соединяют две трассы S-Bahn: основная (S1, S2, S3) проходит под землёй под центром города, сильно приближаясь к реке, вторая проходит вдоль железной дороги, обходя центр с севера (S11, S21, S31).
Таким образом имеется семь подземных станций (включая Альтону и половину Центрального вокзала), что больше чем в Берлине (шесть) и во всех прочих системах S-Bahn в Германии.

## Перспективы
Ближайшие планы развития сети городской электрички касаются соединения Гамбурга с городом Кальтенкирхен. Планируется также открыть новую линию S4, которая свяжет Альтону на западе с Аренсбургом и Бад-Ольдеслоэ на северо-востоке. Предполагается, что новая линия будет создана на базе существующей линии R10 региональной железной дороги.

## Подвижной состав

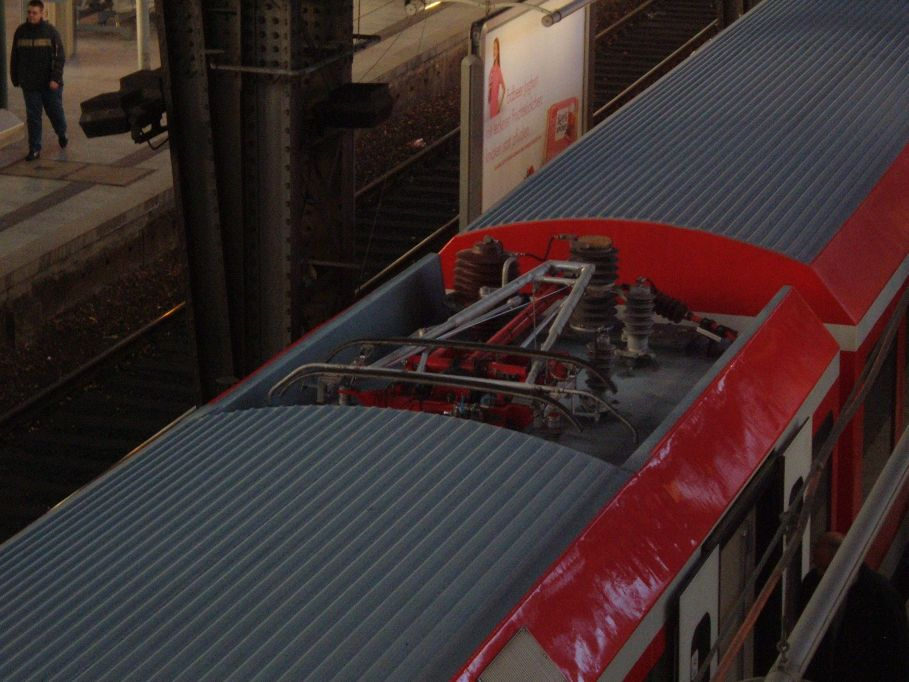
Пантограф на поезде типа 474

В Гамбурге работают трёхвагонные электропоезда серий 470, 471, 472 и 474, 490. Часто поезда используются в сцепке из двух или трёх составов. Используется нижний токосъём — от контактного рельса с постоянным напряжением 1200 В. Конструкция токоприёмника необычна — он скользит по боковой стороне рельса, а не по нижней как в других современных системах. Часть поездов также использует складной токосъёмник-пантограф для питания от верхней контактной сети переменного тока 15 кВ, 16.7 Гц.

## Литература

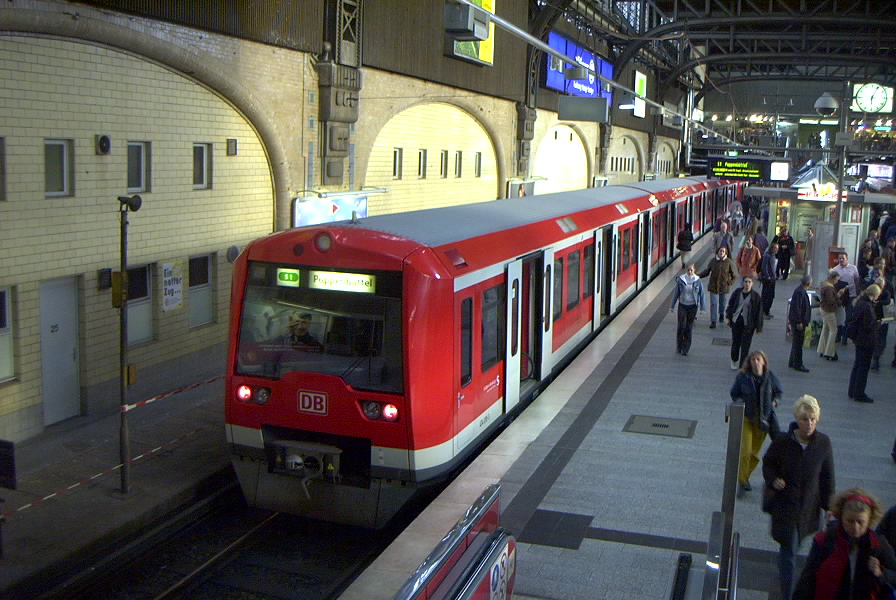
Городская электричка на центральном вокзале

### На английском
- Гамбургская городская электричка на сайте Роберта Швандля
- Схемы метро и электрички Гамбурга

### На немецком
- Официальный сайт гамбургского S-Bahna
- Гамбургская городская электричка — сайт Мартина Хаймана